# Miss England II
Miss England II fue el nombre de la segunda de una serie de lanchas rápidas construidas en las décadas de 1920 y 1930, utilizada por Henry Segrave y Kaye Don para competir por el récord mundial de velocidad náutico.

## Diseño y construcción
Miss England II se construyó para Lord Wakefield en 1930, quien había adquirido una pareja de nuevos motores Rolls-Royce R V-12 para carreras aéreas. Montados detrás de la cabina, impulsaban el eje de la única hélice a través de una caja de engranajes montada cerca de la proa.  El eje corría debajo del casco hacia la popa, donde accionaba una hélice de doble paso, primero de 11,75 plg (29,8 centímetros) de diámetro y posteriormente, tras una serie de ensayos, de 9 plg (22,9 centímetros).
El diseño del casco escalonado fue similar al de la anterior Miss England. En Miss England II, el escalón estaba separado del casco, de modo que con el bote fuera del agua se podía desbloquear y mover hacia adelante o hacia atrás para equilibrar el bote según su velocidad.
La cabina del piloto tenía capacidad para una tripulación de tres personas, con un ingeniero y un mecánico en los asientos izquierdo y derecho y el conductor en medio.

## Muerte de Segrave
El viernes 13 de junio de 1930, Segrave condujo la Miss England II a un nuevo récord de 98,76 mph (158,9 kilómetros por hora) en dos carreras en Windermere. En una tercera carrera, el barco, que se presume que golpeó una rama flotante, volcó a gran velocidad. El ingeniero jefe Victor Halliwell, en el lado "bajo" del bote cuando volcó sobre él, murió instantáneamente. Su mecánico, Michael "Jack" Willcocks, expulsado del lado "alto" del bote, sobrevivió con un brazo roto. Segrave, que fue rescatado inconsciente cuando el barco se hundía, recuperó la conciencia por un momento y preguntó sobre el destino de "sus hombres". Poco después de que le informaran de que había batido el récord, murió a causa de lesiones pulmonares. Ya se había manifestado preocupación por el hecho de que el casco de la embarcación se consideraba demasiado liviano en diseño y construcción, especialmente alrededor del escalón del hidroplano, que se descubrió que estaba parcialmente desprendido.
Una teoría inicial de que el barco pudo haberse desequilibrado cuando pasó por encima de su propia estela de una carrera anterior se descartó, después de que una rama flotante que mostraba daños por impacto recientes llegara a la orilla unos treinta minutos después del accidente.

## Récord final
Tras la muerte de Segrave, Miss England II fue rescatada y reparada, y Kaye Don fue elegido como nuevo piloto en 1931. A principios de ese año, Don probó la lancha en el lago Neagh, cerca de Belfast, Irlanda del Norte, y alcanzó una velocidad no oficial de 107 mph (172,2 kilómetros por hora). El estadounidense Garfield Wood estableció más adelante el registro oficial en más de 100 mph (160,9 kilómetros por hora). Un mes después, en el lago de Garda, Italia, Don lo elevó a 110,28 mph (177,5 kilómetros por hora). En febrero de 1932 Wood lo batió de nuevo, por tan solo una 1 mph (1,6 kilómetro por hora).

## Controversia sobre la carrera de 1931
En septiembre de 1931, la carrera del Trofeo Harmsworth en el río Detroit fue anunciada como un desafío entre los británicos representados por Kaye Don (al timón de la Miss England II); y los estadounidenses, con los hermanos Wood, Gar (en la nueva Miss America IX) y George (en la Miss America VIII del año anterior).
Frente a una multitud estimada en más de un millón de espectadores, el británico Kaye Don ganó la primera manga de la carrera. La Miss América IX había sufrido daños en el casco por la estela de Miss England y, a pesar de las reparaciones durante la noche, apenas estaba lista al día siguiente. Wood solicitó por teléfono una demora de 45 minutos para permitir que se reparara una fuga de gasolina detectada en el último momento, algo a lo había accedido previamente ante otros rivales en varias ocasiones. Sin embargo, Don Kaye se atuvo a las reglas y denegó esta demora, alegando que esos 45 minutos de retraso le obligarían a calentar de nuevo el lubricante del motor de su lancha. Las circunstancias del comportamiento del piloto británico todavía siguen siendo analizadas por los historiadores deportivos estadounidenses muchos años después.
La Miss America IX pudo presentarse finalmente a la segunda ronda a la hora prevista, tomando la salida los tres barcos. Gar Wood tenía una pequeña ventaja sobre Kaye Don, cuando la Miss England II de repente volcó en uno de los giros, aunque sin lesiones de Don ni de su copiloto. Gar Wood terminó la carrera, pero tanto él como Don fueron descalificados porque se habían saltado la señal de salida por siete segundos. George Wood completó la última manga en solitario, ganando el trofeo para los estadounidenses.